# کجین
کجین یک روستا در ایران است که در دهستان سنجبد غربی واقع شده‌است. کجین ۱۷ نفر جمعیت دارد.